# Jialing Zhang
Jialing Zhang, oder in chinesischer Schreibweise mit vorangestelltem Familiennamen Zhang Jialing (chinesisch 张嘉玲; geb. 1984 in der Volksrepublik China), ist eine chinesische Journalistin und Dokumentarfilmerin.

## Leben
Zhang zog für ein Journalismus- und Dokumentarfilm-Studium an der New York University in die Vereinigten Staaten. Vor ihrer Karriere als Filmemacherin arbeitete Zhang sieben Jahre lang als freie Journalistin für verschiedene internationale Medien in Peking. Zhang lebt derzeit in den USA.

## Wirken
Jialing Zhang machte sich als unabhängige Filmemacherin einen Namen, besonders durch ihre Dokumentarfilme, die sich kritisch mit den sozialen und politischen Verhältnissen in China auseinandersetzen. Zhangs Arbeiten zeichnen sich durch ihren emotionalen Zugang und ihre komplexe Darstellung von Widerstand und Menschlichkeit inmitten von Unterdrückung und Kontrolle aus.
Ihre erste bedeutende dokumentarische Arbeit war Complicit (2017), ein Film, der die Geschichte eines durch Benzol vergifteten chinesischen Wanderarbeiters erzählt, der gegen die globale Elektronikindustrie kämpfte. Der Film wurde auf dem Human Rights Film Festival in Berlin uraufgeführt.
Ihr international anerkannter Dokumentarfilm One Child Nation (2019), den sie gemeinsam mit Nanfu Wang schuf, untersucht die langfristigen Auswirkungen der Ein-Kind-Politik in China. Der Film gewann den Großen Preis der Jury beim Sundance Film Festival 2019 und brachte Zhang eine Emmy-Nominierung ein.(Quelle A) Ferner erhielten sie eine Auszeichnung beim Kasseler Dokumentarfilm- und Videofest.
Zhangs Dokumentarfilm Total Trust (2023) beleuchtet das allumfassende Überwachungssystem in China und die individuellen Kämpfe der Menschen gegen dieses System. Der Film zeigt, wie tief die Überwachung in das alltägliche Leben der Bürger eingreift. Im Film wird unter anderem das Schicksal der Menschenrechtlerin Li Wenzu und ihres Ehemanns, des Menschenrechtsanwalts Wang Quanzhang, thematisiert. Der Film wurde weltweit auf zahlreichen Dokumentarfilmfestivals gezeigt und war ab Oktober 2023 in den deutschen Kinos zu sehen.